# Judô nos Jogos Paralímpicos de Verão de 2012
As competições de judô nos Jogos Paralímpicos de Verão de 2012 foram disputadas entre os dias 30 de agosto e 1 de setembro no Complexo ExCel, em Londres.
O judô paralímpico é disputados por atletas com diferentes graus de deficiência visual. Cegos totais possuem um círculo vermelho costurado em cada manga do quimono. Atletas que também são surdos possuem um círculo azul costurado nas costas do quimono. O combate começa com a pegada já feita, e caso haja perda de contato, a luta é interrompida e os lutadores são reposicionados. Não há punição para quem sair da área de combate. 

## Calendário
| Agosto/setembro | 29 | 30 | 31 | 1 | 2 | 3 | 4 | 5 | 6 | 7 | 8 | 9 |
| --------------- | -- | -- | -- | - | - | - | - | - | - | - | - | - |
| Judô            |    | 4  | 4  | 5 |   |   |   |   |   |   |   |   |

|  | Dia de competição |  | Dia de final |

## Eventos
- Até 60 kg masculino
- Até 66 kg masculino
- Até 73 kg masculino
- Até 81 kg masculino
- Até 90 kg masculino
- Até 100 kg masculino
- Mais de 100 kg masculino
- Até 48 kg feminino
- Até 52 kg feminino
- Até 57 kg feminino
- Até 63 kg feminino
- Até 70 kg feminino
- Mais de 70 kg masculino

## Medalhistas
Masculino
| Evento                            | Ouro                                 | Prata                           | Bronze                                                            |
| --------------------------------- | ------------------------------------ | ------------------------------- | ----------------------------------------------------------------- |
| Até 60 kg detalhes                | Ramin Ibrahimov AZE Azerbaijão       | Li Xiaodong CHN China           | Mouloud Noura ALG Argélia Ben Quilter GBR Grã-Bretanha            |
| Até 66 kg detalhes                | Davyd Khorava UKR Ucrânia            | Zhao Xu CHN China               | Sid Ali Lamri ALG Argélia Marcos Falcón VEN Venezuela             |
| Até 73 kg detalhes                | Dmytro Solovey UKR Ucrânia           | Sharif Khalilov UZB Uzbequistão | Shakhban Kurbanov RUS Rússia Eduardo Ávila Sánchez MEX México     |
| Até 81 kg detalhes                | Olexandr Kosinov UKR Ucrânia         | José Effrón ARG Argentina       | Isao Cruz Alonso CUB Cuba Matthias Krieger GER Alemanha           |
| Até 90 kg detalhes                | Jorge Hierrezuelo Marcillis CUB Cuba | Samuel Ingram GBR Grã-Bretanha  | Jorge Lecina ARG Argentina Dartanyon Crockett USA Estados Unidos  |
| Até 100 kg detalhes               | Choi Gwang-Geun KOR Coreia do Sul    | Myles Porter USA Estados Unidos | Antônio Tenório BRA Brasil Vladimir Fedin RUS Rússia              |
| Mais de 100 kg masculino detalhes | Kento Masaki JPN Japão               | Wang Song CHN China             | Yangaliny Jiménez Domínguez CUB Cuba Ilham Zakiyev AZE Azerbaijão |

Feminino
| Evento                 | Ouro                                | Prata                              | Bronze                                                          |
| ---------------------- | ----------------------------------- | ---------------------------------- | --------------------------------------------------------------- |
| Até 48 kg detalhes     | Carmen Brussig GER Alemanha         | Kai-Lin Lee TPE Taipé Chinês       | Victoria Potapova RUS Rússia Yuliya Halinska UKR Ucrânia        |
| Até 52 kg detalhes     | Ramona Brussig GER Alemanha         | Wang Lijing CHN China              | Nataliya Nikolaychyk UKR Ucrânia Michele Ferreira BRA Brasil    |
| Até 57 kg detalhes     | Afag Sultanova AZE Azerbaijão       | Lúcia da Silva Teixeira BRA Brasil | Monica Merenciano Herrero ESP Espanha Duygu Çete TUR Turquia    |
| Até 63 kg detalhes     | Dalidaivis Rodriguez Clark CUB Cuba | Zhou Tong CHN China                | Daniele Bernardes Milan BRA Brasil Marta Arce Payno ESP Espanha |
| Até 70 kg detalhes     | Carmen Herrera ESP Espanha          | Tatiana Savostyanova RUS Rússia    | Zhou Qian CHN China Nikolett Szabó HUN Hungria                  |
| Mais de 70 kg detalhes | Yuan Yanping CHN China              | Nazan Akın TUR Turquia             | Zoubida Bouazoug ALG Argélia Irina Kalyanova RUS Rússia         |

## Quadro de medalhas
| Ordem | País               | Medalha de ouro | Medalha de prata | Medalha de bronze |    |
| ----- | ------------------ | --------------- | ---------------- | ----------------- | -- |
| 1     | UKR Ucrânia        | 3               |                  | 2                 | 5  |
| 2     | CUB Cuba           | 2               |                  | 2                 | 4  |
| 3     | AZE Azerbaijão     | 2               |                  | 1                 | 3  |
| 3     | GER Alemanha       | 2               |                  | 1                 | 3  |
| 5     | CHN China          | 1               | 5                | 1                 | 7  |
| 6     | ESP Espanha        | 1               |                  | 2                 | 3  |
| 7     | JPN Japão          | 1               |                  |                   | 1  |
| 7     | KOR Coreia do Sul  | 1               |                  |                   | 1  |
| 9     | RUS Rússia         |                 | 1                | 4                 | 5  |
| 10    | BRA Brasil         |                 | 1                | 3                 | 4  |
| 11    | ARG Argentina      |                 | 1                | 1                 | 2  |
| 11    | GBR Grã-Bretanha   |                 | 1                | 1                 | 2  |
| 11    | TUR Turquia        |                 | 1                | 1                 | 2  |
| 11    | USA Estados Unidos |                 | 1                | 1                 | 2  |
| 15    | TPE Taipé Chinês   |                 | 1                |                   | 1  |
| 15    | UZB Uzbequistão    |                 | 1                |                   | 1  |
| 17    | ALG Argélia        |                 |                  | 3                 | 3  |
| 18    | HUN Hungria        |                 |                  | 1                 | 1  |
| 18    | MEX México         |                 |                  | 1                 | 1  |
| 18    | VEN Venezuela      |                 |                  | 1                 | 1  |
| TOTAL | TOTAL              | 13              | 13               | 26                | 52 |